# 来民开拓团
来民开拓团（日语：／ Kutami Kaitakudan）是唯一以部落民为主体的满蒙开拓团，成立于1941年。该开拓团的成员主要是日本熊本县鹿本郡来民町（今山鹿市）被歧视的部落民，入殖于满洲国吉林省扶余县（今吉林省扶余市）五家站。

## 背景
长期以来，日本有被歧视的部落民。40年代时日本有水平社和中央融合事业协会等组织试图解决该歧视问题。熊本县鹿本郡来民町南古闲地区的部落民社群受中央融合事业协会的融合运动影响较强。融合运动的做法相对右倾，旨在借助富裕阶层的力量来提升部落民的社会地位。考虑到入殖满洲国的话，人人都能拥有充足的田地，从而能够与其他日本人平等，融合运动向当地部落民提倡加入满蒙开拓团。该倡议得到来民町议会的议员的支持，因此来民开拓团得以成立:187,191

## 概况
1941年8月，来民开拓团入殖于哈尔滨西南约150公里的满洲国吉林省扶余县（今吉林省扶余市）五家站。入殖时有82户316人。:193该开拓团成员中，被歧视的部落民占7成。:194
1945年8月，日本投降，苏军攻入满洲，日军率先撤退，使得满洲国各开拓团暴露在苏军和愤怒的中国民众的威胁之下。8月17日，来民开拓团集体自杀，276人中仅有名为宫本贞喜的一人生还。因参军而不在开拓团的人幸免于难。
来民开拓团是日本唯一的以部落民为主的国策移民群体。同一时期，长野县上高井郡的41户部落民也曾有意愿作为满蒙开拓团入殖满洲国，但185人中有103人为老人或儿童，不足以提供开拓团所必需的劳动力，故而此开拓团未能成行。:195